# 卡朗蒂伊
卡朗蒂伊（法語：Carantilly，法語發音：[kaʁɑ̃tiji]）是法国芒什省的一个市镇，属于圣洛区。

## 地理
卡朗蒂伊（49°3'55"N, 1°14'26"W）面积10.7 平方千米，位于法国诺曼底大区芒什省，该省份为法国西北部沿海省份，西、北、东北三面环大西洋，东起顺时针与卡爾瓦多斯省、奧恩省、马耶讷省和伊勒-维莱讷省接壤。
与卡朗蒂伊接壤的市镇（或旧市镇、城区）包括：卡姆图尔、瑟里西拉萨勒、当日、马里尼勒洛宗、基布。

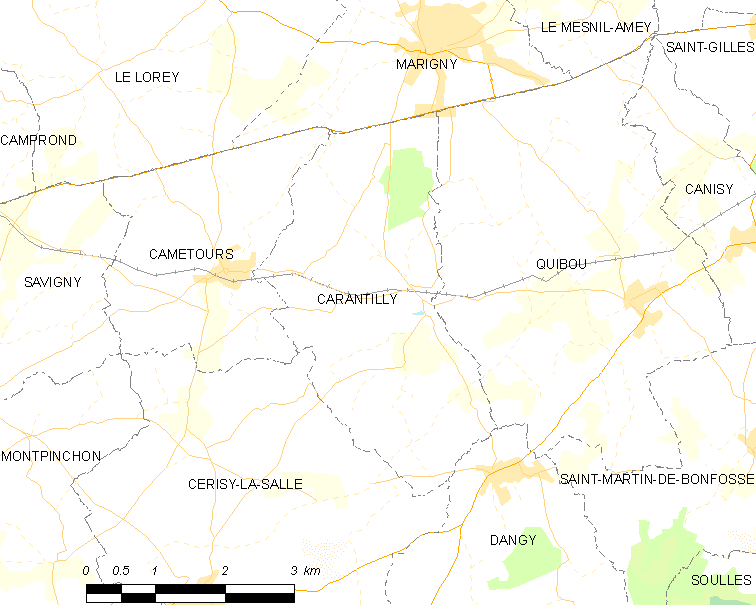
卡朗蒂伊的OSM定位图

卡朗蒂伊的时区为UTC+01:00、UTC+02:00（夏令时）。

## 行政
卡朗蒂伊的邮政编码为50570，INSEE市镇编码为50098。

## 政治
卡朗蒂伊所属的省级选区为圣洛第二县。

## 人口

1962-2008年间卡朗蒂伊人口变化图示

卡朗蒂伊于2022年1月1日时的人口数量为619人。